# マルミタコ
マルミタコ(英語: Tuna potまたはバスク語: Marmitako)は、バスク地方の魚のシチューである。カンタブリア海のマグロ漁船で食べられる。今日では、マグロ、ジャガイモ、タマネギ、ピーマン、トマトから作るシンプルな料理である。
元のフランス語marmiteまたこれに対応するスペイン語marmitaは、蓋のある金属製の鍋を指し、カンタブリア海の東岸及び中岸でこの料理を指す言葉の語源となった。一方、カンタブリア方言のsorropotúnは西岸で使われている。

## 歴史
マルミタコは漁期にバスクの漁師によって食べられる。彼らが海で長時間過ごすと食材が傷むため、彼らは釣ったマグロを保存の利くジャガイモやチョリセロとともに調理して食べた。